# Breed (brano musicale)
Breed è un brano musicale del gruppo musicale statunitense Nirvana. È il quarto brano del secondo album in studio Nevermind, uscito nel 1991 per l'etichetta Geffen.

## Il brano
Breed è una canzone dei Nirvana che parla dell'essere intrappolati nella classe media in America. Questa era una canzone della band sviluppata durante le esibizioni dal vivo nel 1989 durante il tour in Europa quando erano ancora sotto contratto con l'etichetta discografica Sub Pop. In un'intervista il fondatore della Sub Pop Bruce Pavitt, ha spiegato che "questa canzone era 'ipnotica' e una svolta stilistica per la band. Il pubblico sarebbe stato estasiato".
Kurt Cobain scrisse Breed quando era al punto di partenza dell'esplorazione del suo talento compositivo, e aveva cominciato a scrivere sulle persone che lo circondano. La versione originale fu registrata presso gli Smart Studios con Butch Vig, ed è stata la più complessa canzone della sessione: all'origine il titolo era "Immodium" - dal nome di un medicinale per la diarrea di un amico - ma c'è ben poco nella versione registrata che si collega con il farmaco. È stato molto più complesso di gran parte del materiale iniziale dei Nirvana, ogni coro inizia e termina con la strofa «She said» ("Ha detto"), il che implica che la canzone è stata pensata per catturare dialoghi parlati, cosa che viene spesso trascurata.

## Formazione
- Kurt Cobain - voce, chitarra
- Chris Novoselic - basso, voce
- David Grohl - batteria, percussioni, voce

## Cover
La band Otep ha inserito una cover di questa canzone all'interno del suo album The Ascension. Ci hanno anche fatto un video con la cantante che interpreta una casalinga, riferendosi all'essere intrappolate in casa e all'essere maltrattate "dall'uomo".